# Baronessa Bombarda
La Baronessa Bombarda è un personaggio immaginario e uno degli antagonisti del film Chitty Chitty Bang Bang e del seguente musical. 
Il personaggio fu creato dallo sceneggiatore Roald Dahl e non compare nella novella originale di Ian Fleming.
Nel film del 1968, è interpretata da Anna Quayle. Nella versione teatrale londinese fu interpretata da Nichola Mcauliffe, e a  Broadway, da Jan Maxwell.
Governa sul regno di Vulgaria unitamente al marito Barone Bombarda. La sua caratteristica più particolare è il suo eccentrico senso del vestirsi. Si veste in maniera inusuale in ogni scena. Il suo servitore più leale è l'accalappiabambini, visto il suo odio verso di loro. È lei il motivo per la quale le persone di Vulgaria devono nascondere tutti i loro figli e tenerli lontani dalle grinfie dell'accalappiabambini.
Una delle gag ricorrenti nel film sono i numerosi tentativi (falliti) che fa il barone tentando di uccidere la baronessa.